# Place des Abbesses
Pour les articles homonymes, voir Rue des Abbesses.
La place des Abbesses est située sur la butte Montmartre, dans le quartier de Clignancourt du 18e arrondissement de Paris.

## Situation et accès
Ce site est desservi par la station de métro Abbesses et la ligne de bus 40, la seule à circuler sur la butte Montmartre.

## Origine du nom
Son nom vient des abbesses présentes dans l'abbaye de Montmartre fondée par Louis le Gros en 1134. Certaines rues en contrebas, qui menaient à l'abbaye, dans l'actuel 9e arrondissement, portent le nom des plus célèbres, comme Marguerite de Rochechouart, Louise-Émilie de La Tour d'Auvergne, Marie-Eléonore de Bellefond et Catherine de La Rochefoucauld. La rue de la Tour-des-Dames (9e arrondissement) et la rue des Dames (17e arrondissement), situées sur le territoire de l'ancienne abbaye, leur doivent également leur nom.

## Historique
Cette place, de forme triangulaire, appartient à la commune de Montmartre avant d'être intégrée à Paris en 1860, puis classée dans la voirie parisienne par un décret du 23 mai 1863, en même temps que la majeure partie du territoire de ce qui était jusqu'alors une localité de banlieue.
Elle porte le nom de « place de l'Abbaye » jusqu'à un arrêté du 26 février 1867, date à laquelle elle prend celui de la rue qui longe son côté sud-ouest : la rue des Abbesses.
Sur le côté nord de la place était établi un bâtiment, aujourd'hui disparu, abritant à partir de 1837 la mairie de Montmartre, puis la première mairie du 18e arrondissement de Paris.
Sur son emplacement est créé en 1936 le square Jehan-Rictus.
Aujourd'hui, seules les rues des Abbesses et La Vieuville (qui borde le côté est de la place) sont ouvertes à la circulation automobile, toutes deux en sens unique, tandis que la voie qui borde le côté nord est piétonne.

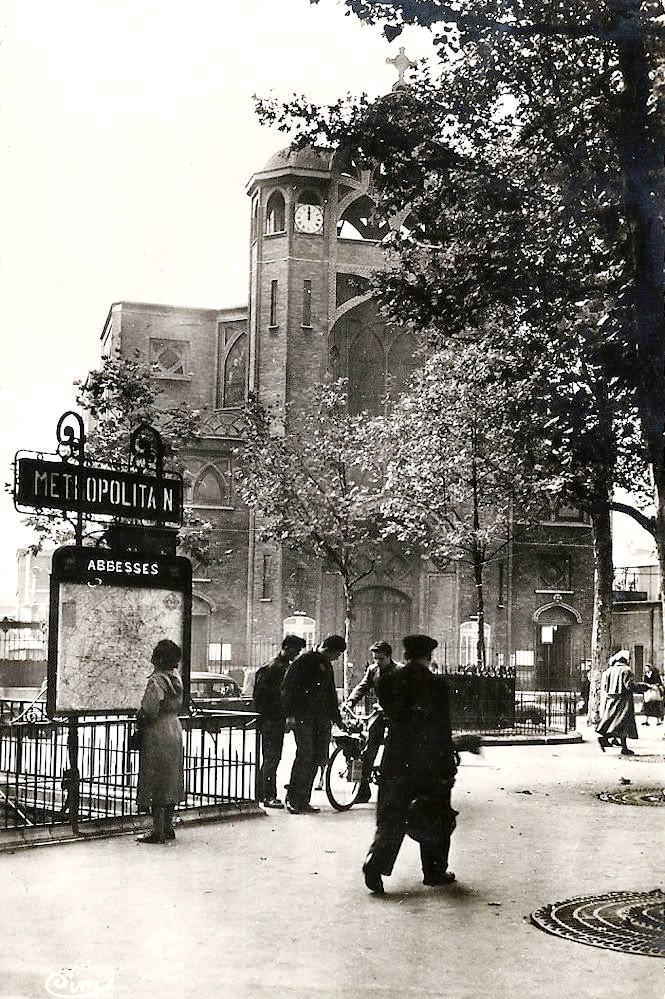
La bouche de métro Abbesses originelle, en 1950.
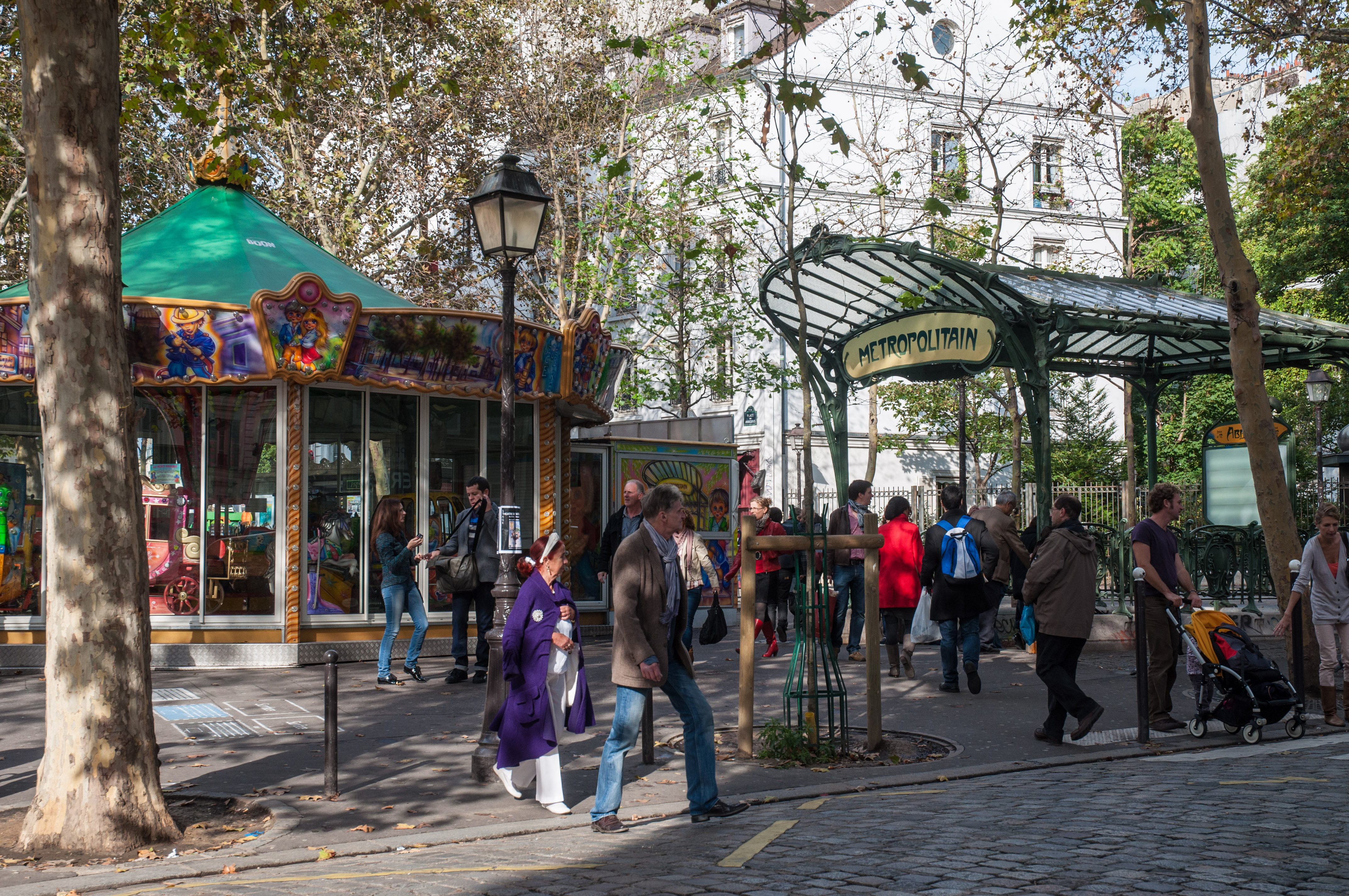
La bouche de métro Abbesses située sur la place est aujourd'hui surmontée d'un des derniers édicules Guimard.

## Bâtiments remarquables et lieux de mémoire
- Jusqu'en 1905 l'ancienne mairie du 18e arrondissement, désormais démolie, était située à l’angle de la rue et de la place des Abbesses devenu square Jehan-Rictus.
- Sur la place, une bouche de métro est l'unique accès à la station Abbesses (la plus profonde de Paris), sur la ligne 12. Elle est surmontée d'un des derniers édicules Guimard, originellement situé à la station Hôtel de Ville (rue de Lobau), inscrit à l'inventaire supplémentaire des monuments historiques depuis le 27 juillet 1965 et qui a été déplacé à cet endroit en 1974 et de nouveau inscrit depuis le 29 mai 1978[6].
- Un manège, situé à côté de la bouche de métro Abbesses.
- Le bureau de poste Paris Abbesses, au numéro 7 de la place.
- Une fontaine Wallace.
- L'église Saint-Jean de Montmartre, sur le côté sud-ouest de la place, au 19, rue des Abbesses.
- Le Mur des je t'aime, œuvre imaginée par Frédéric Baron et Claire Kito, dans le square Jehan-Rictus.

### Art
- Le musée de Montmartre conserve une toile La Place des Abbesses, signée du peintre Roland Dubuc.

Galerie photo
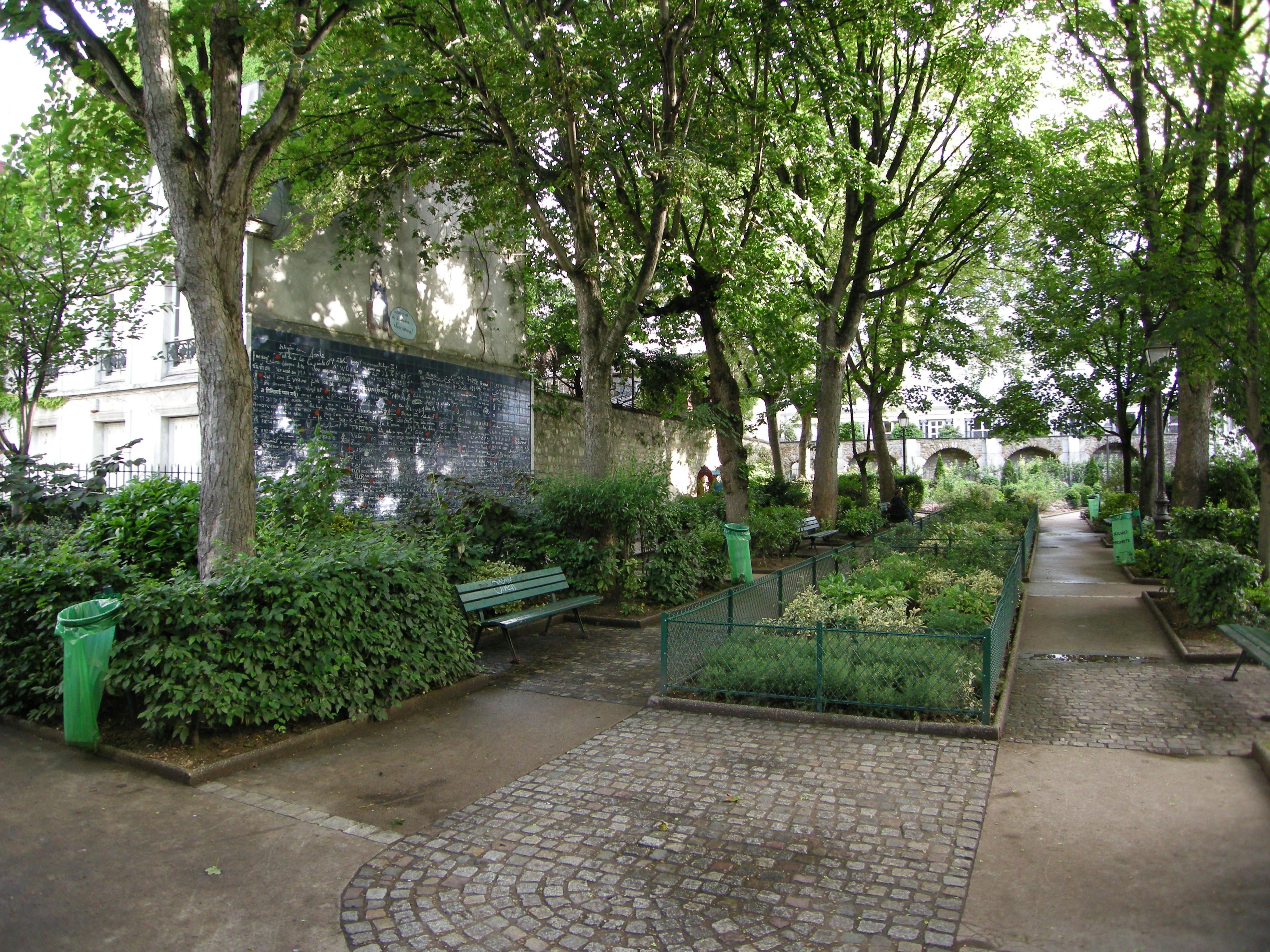
Le square Jehan-Rictus.
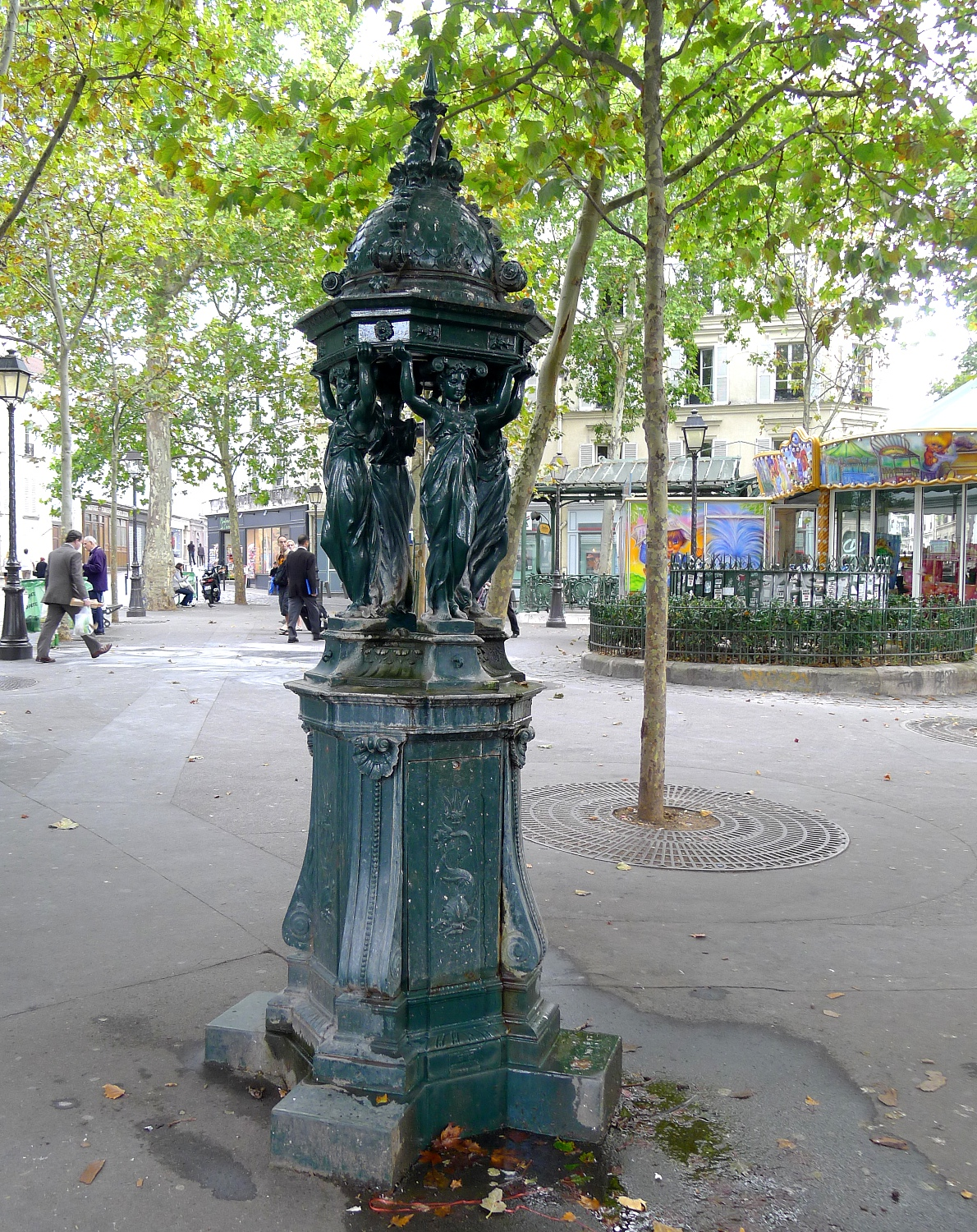
La fontaine Wallace.
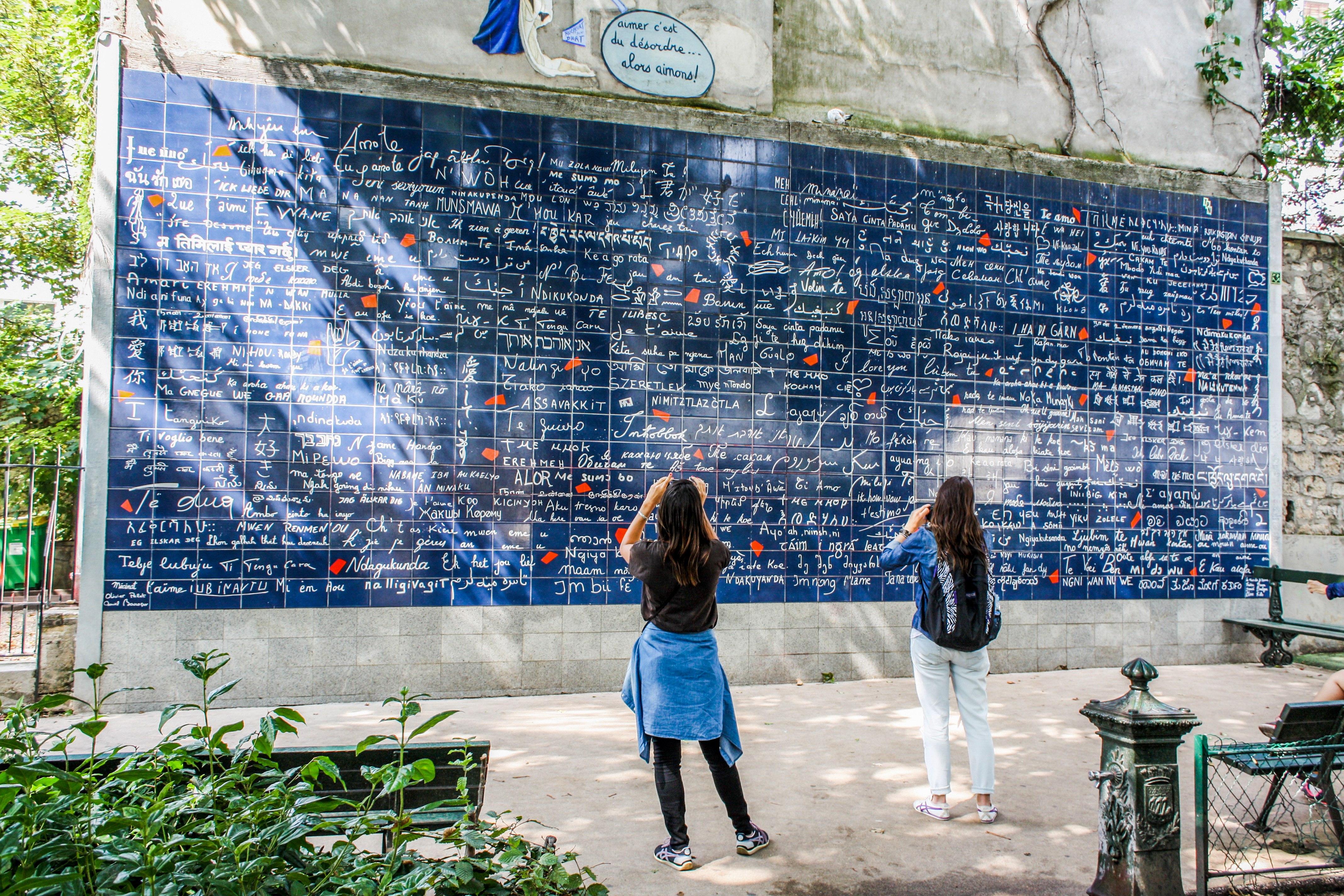
Le Mur des je t'aime, square Jehan-Rictus.
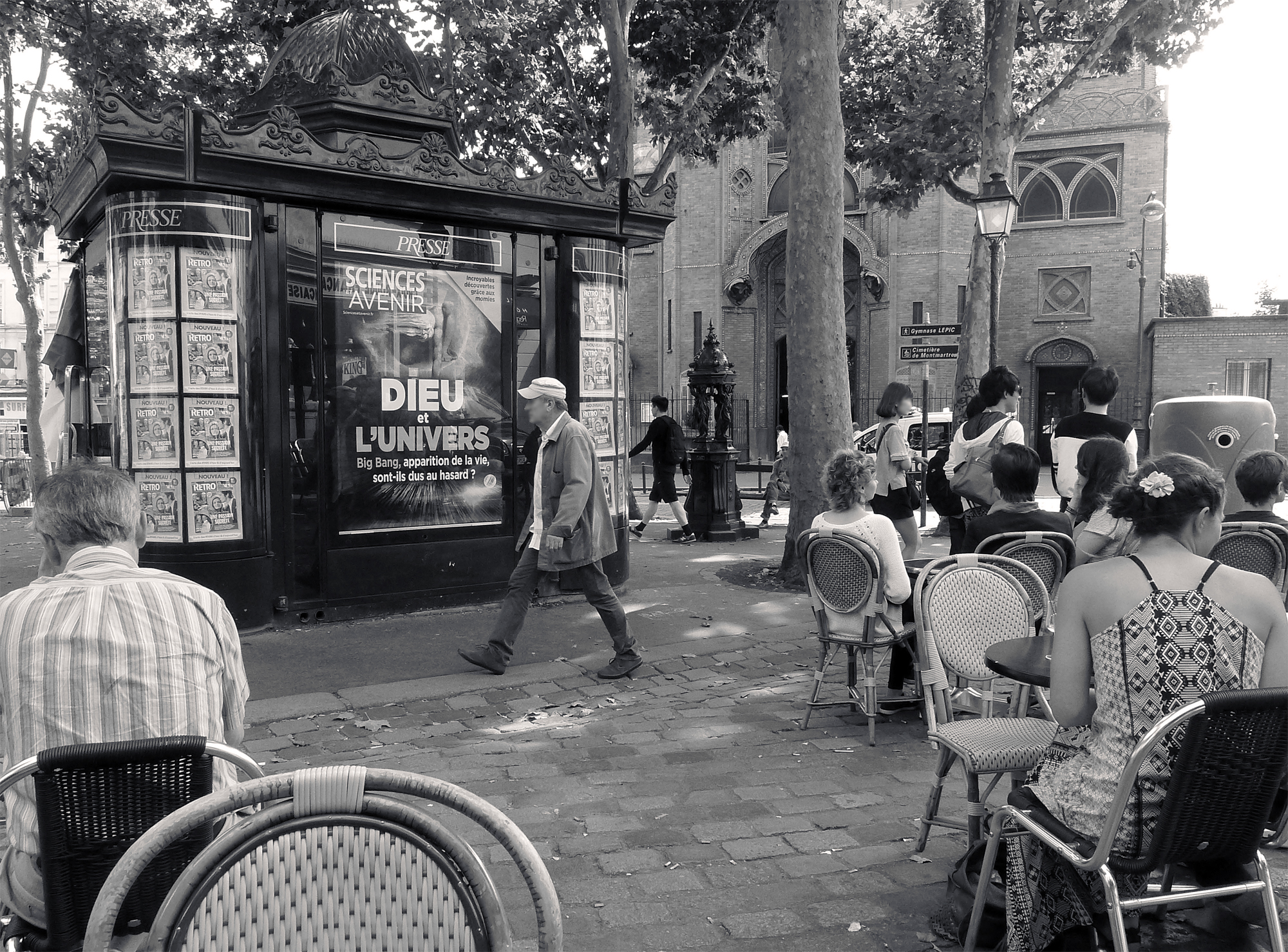
La place, vue de la terrasse d'un café.
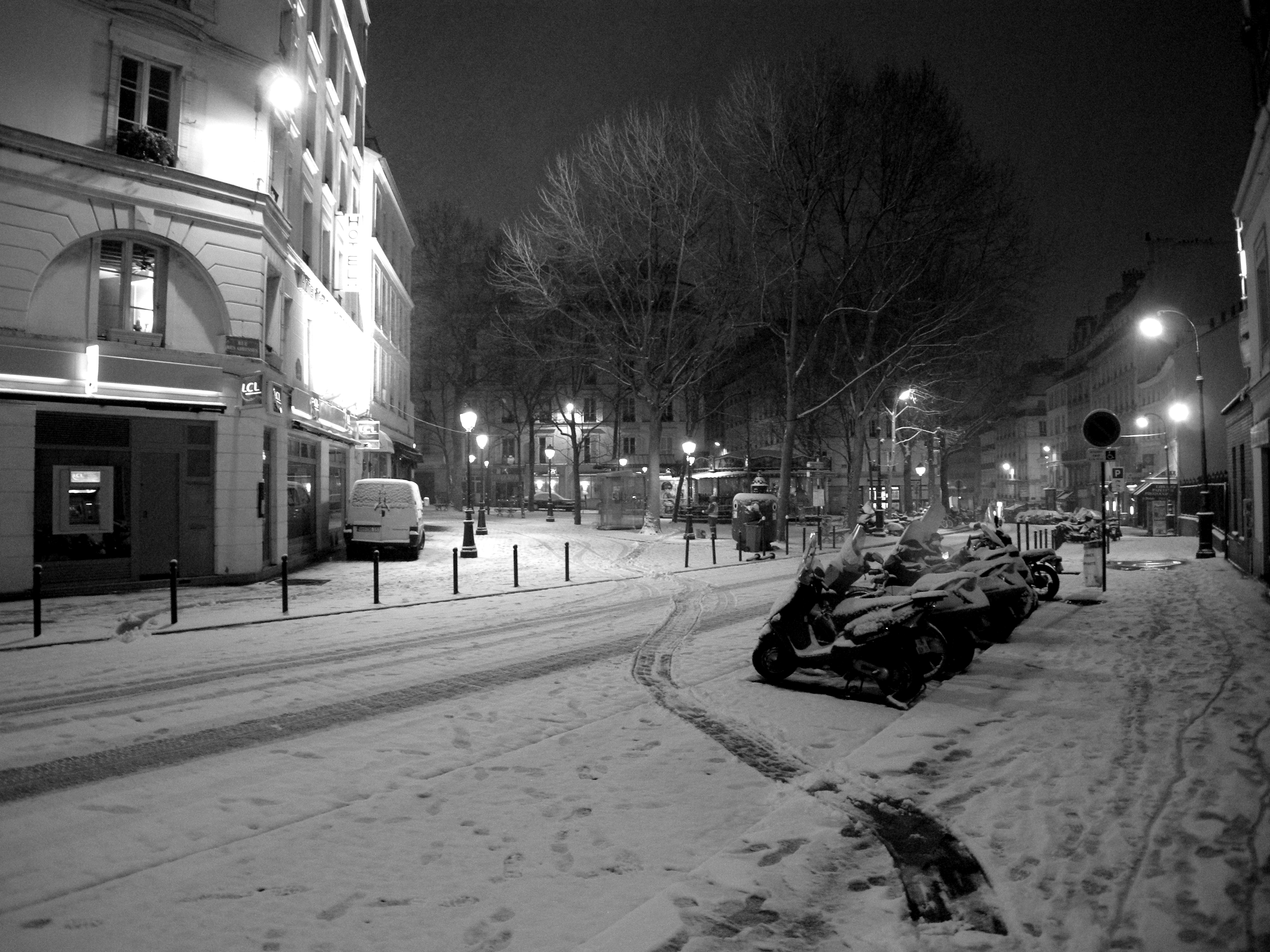
Vue d'ensemble nocturne depuis la rue des Abbesses.